# طوخ طنبشا
طوخ طنبشا، قرية رئيسية تابعة لمركز بركة السبع التابع لمحافظة المنوفية في جمهورية مصر العربية.

## التاريخ
قرية طوخ طنبشا من القرى القديمة، حيث وردت باسم «طوخ طمبشا» في أعمال جزيرة قوسينا ضمن قرى الروك الصلاحي التي أحصاها ابن مماتي في كتاب قوانين الدواوين، كما وردت باسم «طوخ طنبشا» في أعمال الغربية ضمن قرى الروك الناصري التي أحصاها ابن الجيعان في كتاب «التحفة السنية بأسماء البلاد المصرية». وفي العصر العثماني وردت باسم «طوخ طنبشا» في التربيع العثماني الذي أجراه الوالي العثماني سليمان باشا الخادم في عصر السلطان العثماني سليمان القانوني ضمن قرى ولاية الغربية، وفي تاريخ 1228هـ/1813م الذي عدّ قرى مصر بعد المسح الذي قام به محمد علي باشا باسم «طوخ طنبشا» ضمن قرى مديرية المنوفية.

## السكان
بلغ عدد سكان طوخ طنبشا 22,482 نسمة، حسب الإحصاء الرسمي لعام 2006.